# 銘傳號巡防艦
銘傳號飛彈巡防艦（舷號：PFG-1112），為中華民國海軍成功級巡防艦九號艦，1983年5月5日開工、1983年11月5日下水、2018年11月8日服役，為美國海軍轉售之派里級巡防艦泰勒號，派里級以船團護衛任務為主要設計核心。
銘傳軍艦除負責反潛作戰外，也擔負艦隊區域防空任務。目前銘傳號配屬海軍一四六艦隊，母港為海軍馬公基地測天島軍港，平時負責台灣海峽海域偵巡任務。

## 艦歷
2014年12月18日，美國總統歐巴馬正式同意對台灣出售四艘派里級巡防艦；中華民國海軍選擇購入當時仍在服役且狀況較佳的泰勒、蓋瑞號，接收後分別定名為銘傳、逢甲艦。
2015年5月1日，濟陽級（諾克斯級）的濟陽軍艦、海陽軍艦在海軍旗津碼頭舉行除役典禮，將由銘傳軍艦、逢甲軍艦取代其任務。
2017年3月15日，銘傳軍艦、逢甲軍艦從美國啟航；5月13日返抵左營軍港。
2018年11月8日，銘傳軍艦、逢甲軍艦正式服役。

## 圖庫

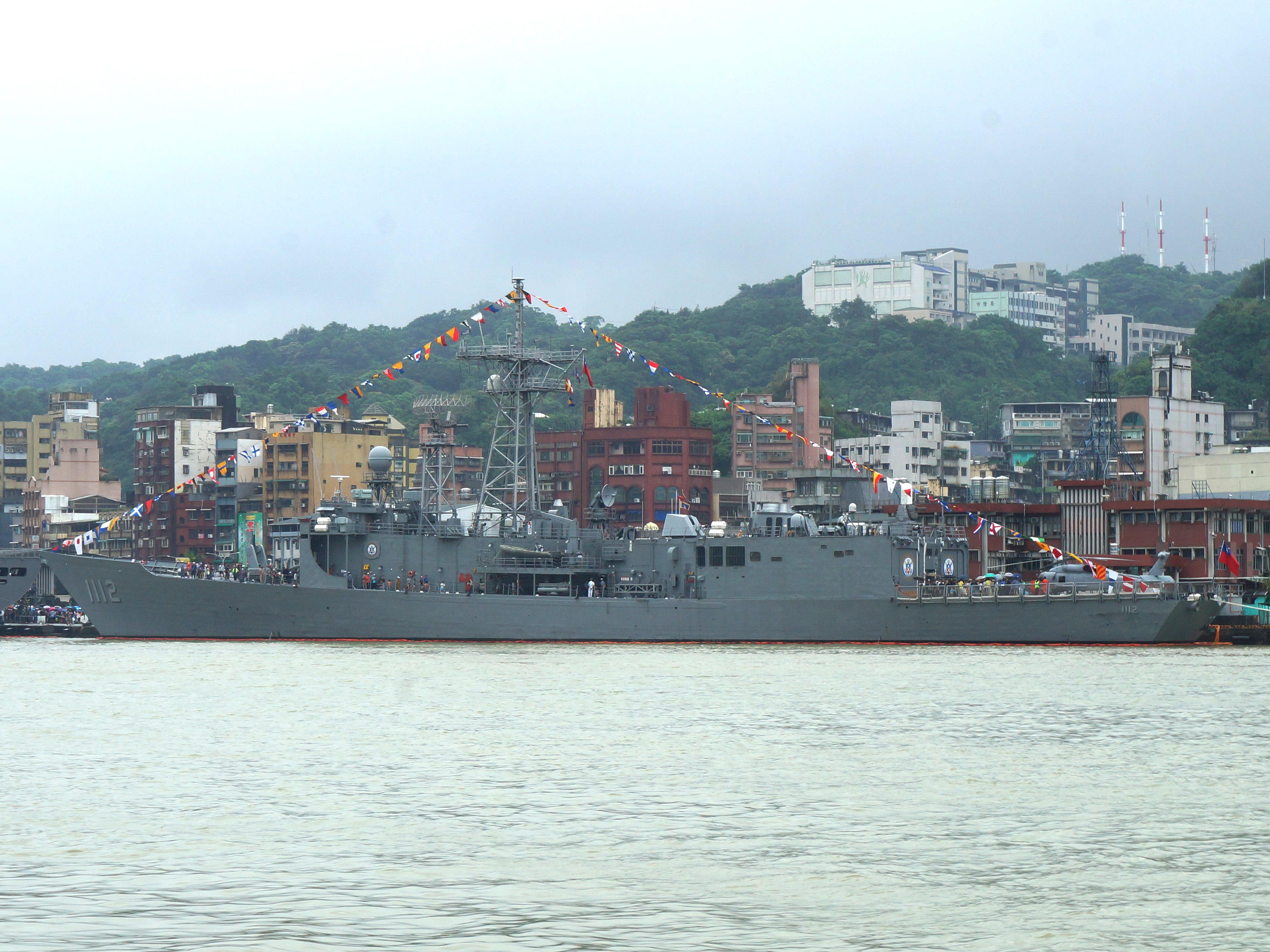
2019年中華民國海軍基隆威海營區開放參觀，基隆港東岸碼頭，銘傳軍艦左側。
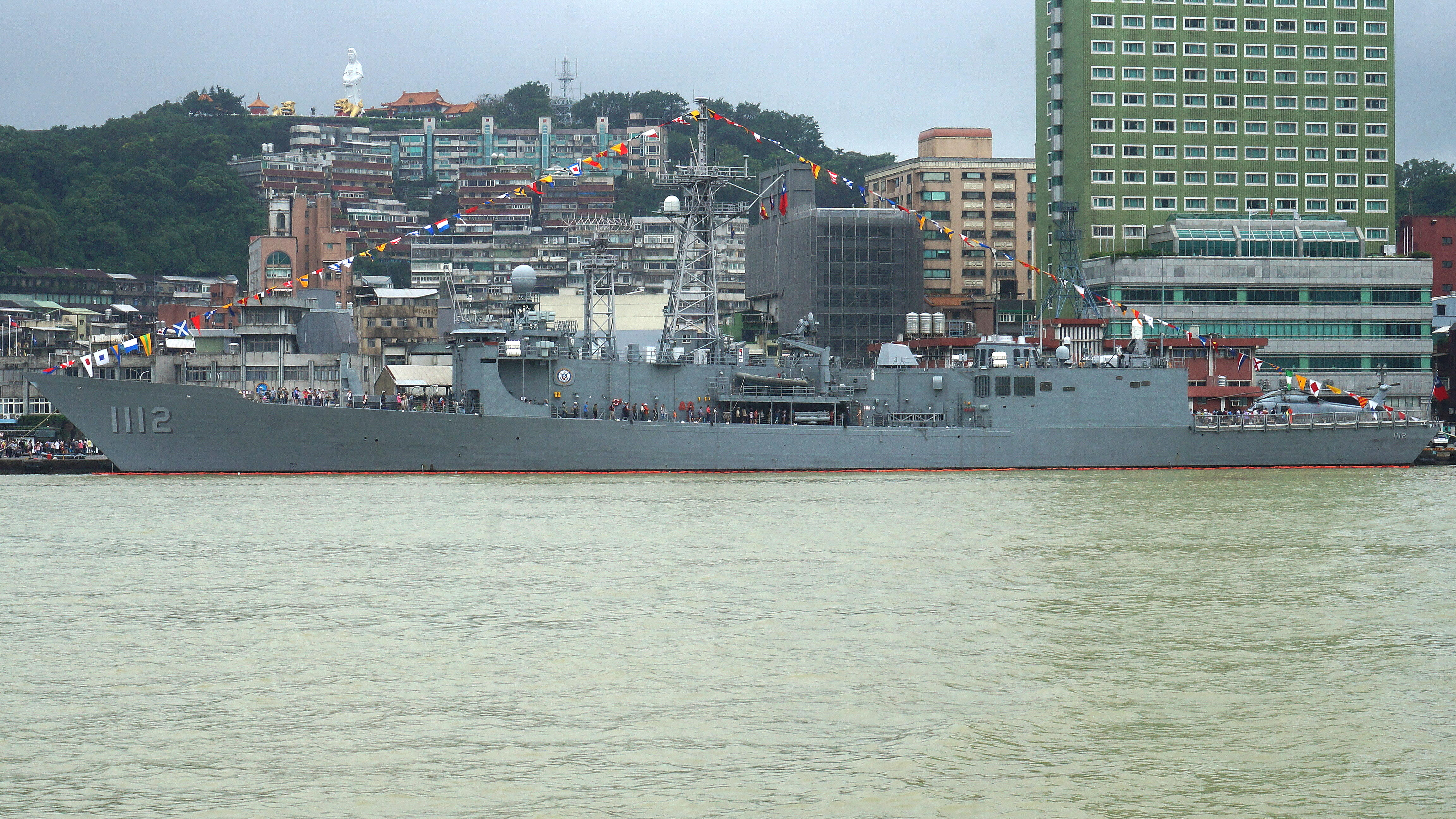
2019年中華民國海軍基隆威海營區開放參觀，基隆港東岸碼頭，銘傳軍艦左側。
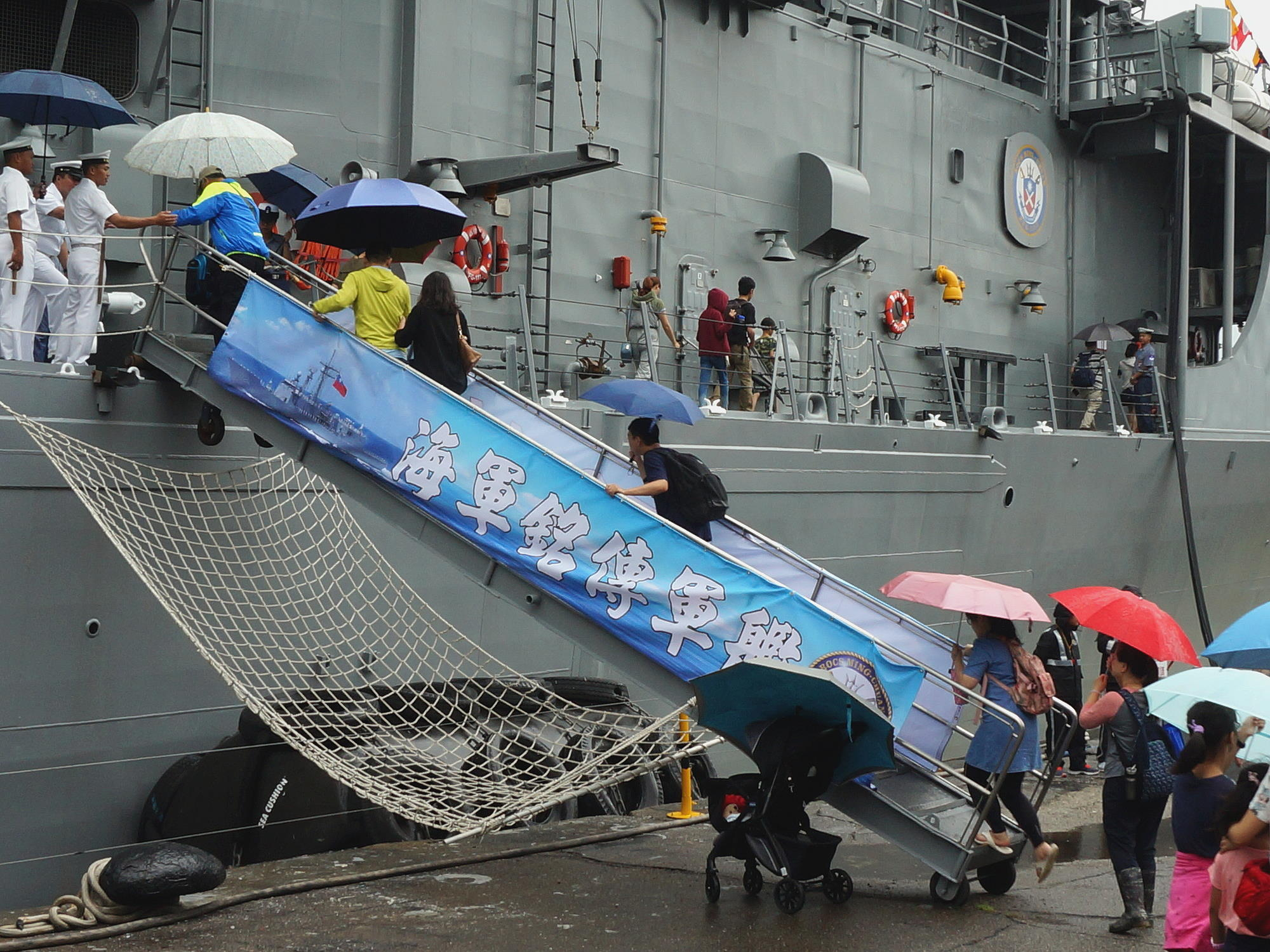
2019年中華民國海軍基隆威海營區開放參觀，銘傳軍艦訪客排隊從右舷中部舷梯登艦參觀。
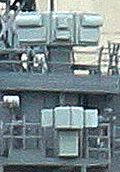
2019年中華民國海軍基隆威海營區開放參觀，銘傳軍艦左側之AN/SLQ-32(V)5

## 資料來源
1. ↑  . 自由時報電子報.   [2024-05-16]. （原始内容存档于2024-05-21）.
2. ↑  歐巴馬簽字了 美售台4艘派里級艦 （页面存档备份，存于），中時電子報，2014年12月19日
3. ↑  我新購2艘派里艦 命名「銘傳」與「逢甲」 （页面存档备份，存于），中時電子報，2016年6月20日
4. ↑  在台防衛逾20年 濟陽、海陽艦光榮除役 （页面存档备份，存于），聯合新聞網，2015年5月2日
5. ↑  海軍銘傳逢甲兩艦 偵搜台海潛艦動態 （页面存档备份，存于），中央通訊社，2017年5月13日
6. ↑  【長知識】派里級艦今返國 為何成軍拖到明年7月？ （页面存档备份，存于） 程嘉文 聯合報即時新聞 2017-05-13
7. ↑  有拖曳聲納能發射魚叉 銘傳級巡防艦8日左營成軍 （页面存档备份，存于），聯合報，2018年11月4日

## 外部連結
（繁體中文）mdc-銘傳級飛彈巡防艦 （页面存档备份，存于）